# Запруда
Запру́да (колишня назва — Спаська Запруда, до 1939 року — слобода) — село в Україні, у Ємільчинській селищній територіальній громаді Звягельського району Житомирської області. Населення становить 211 осіб (2001).

## Історія
Колишня назва — Спаські Запруди.
У 1906 році — Спаська Запруда, слобода Емільчинської волості Новоград-Волинського повіту Волинської губернії. Відстань від повітового міста 55 верст, від волості 13. Дворів 53, мешканців 407.
У 1923—24 роках — адміністративний центр Спасько-Запрудської сільської ради Емільчинського району.
До 29 березня 2017 року село входило до складу Сергіївської сільської ради Ємільчинського району Житомирської області.